# Taiwanorestia
Taiwanorestia is een geslacht van kevers uit de familie bladkevers (Chrysomelidae).
De wetenschappelijke naam van het geslacht werd in 1991 gepubliceerd door Kimoto.

## Soorten
- Taiwanorestia nigra Kimoto, 1991